# 96-я стрелковая дивизия (3-го формирования)
96-я стрелковая дивизия — тактическое соединение (стрелковая дивизия) РККА в Великой Отечественной войне.
Дивизия участвовала в боевых действиях с 12 июля 1943 года по 9 мая 1945 года
Сокращённое наименование — 96 сд

## История
Дивизия формировалась на основании приказа войскам 11-й армии № 07 от 18 апреля 1943 года, на базе 117-й и 160-й стрелковых бригад, под руководством полковника П. С. Гавилевского. Штаб формируемой дивизии дислоцировался в деревне Крюково, ныне в черте Муниципального образования город Тула.
В составе 11-й армии Западного, затем Брянского (с 30 июля) фронтов дивизия участвовала в Орловской и Брянской наступательных операциях. В начале октября была выведена в резерв Ставки, затем передана Белорусскому фронту и участвовала в Гомельско-Речицкой наступательной операции. За отличия в боях при освобождении города Гомель приказом Ставки ВГК от 26 ноября 1943 года она была удостоена почётного наименования «Гомельская». Летом 1944 года дивизия в составе 48-й армии 1-го Белорусского фронта успешно действовала в Белорусской, Бобруйской, Минской, Люблин-Брестской наступательных операциях. За освобождение города Слоним она была награждена орденом Суворова 2-й ст. С января 1945 года дивизия в составе 2-го, а затем 3-го Белорусских фронтов принимала участие в Млавско-Эльбингской, Восточно-Прусской наступательных операциях. Пройдя с боями свыше 300 км, она принимала участие в овладении городами Макув, Хохенштайн, Браундеберг, Алленштайн, за что была награждена орденом Красного Знамени. С 1 по 9 мая 1945 года в ожесточённых боях по очищению косы Фрише-Нерунг дивизия продвинулась на 40 км, где и завершила боевые действия.
В августе 1945 года дивизия была передислоцирована в Казань. Здесь из частей 48-й армии был сформирован Казанский военный округ, впоследствии — Приволжский ВО. Дивизия была размещена в Казани в казармах бывшего юнкерского училища. В июле 1946 года 96-я стрелковая Гомельская Краснознамённая ордена Суворова дивизия была переформирована в 26-ю Гомельскую Краснознамённую ордена Суворова отдельную стрелковую бригаду. С октября 1953 года 26-я осб развёрнута и переименована в 96-ю стрелковую Гомельскую Краснознамённую ордена Суворова дивизию, а с мая 1957 года 96-я стрелковая дивизия становится 96-й мотострелковой Гомельской Краснознамённой ордена Суворова дивизией (в/ч 45463), впоследствии свёрнутой до кадрированной.
В 1989—1990 годах 96-я мотострелковая Гомельская Краснознамённая ордена Суворова дивизия была преобразована в 5509-ю базу хранения вооружения и техники (Приволжско-Уральский военный округ, г. Казань), которая вскоре была расформирована.

## Полное название
96-я стрелковая Гомельская Краснознамённая, ордена Суворова дивизия

## Состав и награды
- 331-й стрелковый ордена Кутузова полк

 (26 апреля 1945 года- за разгром группы немецких войск юго-западнее Кёнигсберга)
- 338-й стрелковый ордена Кутузова полк

 (26 апреля 1945 года- за разгром группы немецких войск юго-западнее Кёнигсберга)
- 350-й стрелковый ордена Кутузова полк

 (26 апреля 1945 года- за разгром группы немецких войск юго-западнее Кёнигсберга)
- 1059-й артиллерийский полк
- 449-й отдельный истребительно-противотанковый дивизион
- 358-й отдельный сапёрный батальон
- 927-й отдельный батальон связи (ранее 708-я отдельная рота связи)
- 228-я разведывательная рота
- 524-й медико-санитарный батальон
- 236-я отдельная рота химзащиты
- 574-я автотранспортная рота
- 485-я полевая хлебопекарня
- 598-й дивизионный ветеринарный лазарет
- 2299-я полевая почтовая станция
- 1719-я полевая касса Госбанка.

## Подчинение
| Дата            | Фронт                 | Армия      | Корпус                 | Примечания |
| --------------- | --------------------- | ---------- | ---------------------- | ---------- |
| 01.05.1943 года | Резерв Ставки ВГК     | 11-я армия | -                      | -          |
| 01.06.1943 года | Резерв Ставки ВГК     | 11-я армия | -                      | -          |
| 01.07.1943 года | Резерв Ставки ВГК     | 11-я армия |                        | -          |
| 01.08.1943 года | Брянский фронт        | 11-я армия |                        | -          |
| 01.09.1943 года | Брянский фронт        | 11-я армия | 53-й стрелковый корпус | -          |
| 01.10.1943 года | Брянский фронт        | 11-я армия | 53-й стрелковый корпус | -          |
| 01.11.1943 года | Белорусский фронт     | 11-я армия | 53-й стрелковый корпус | -          |
| 01.12.1943 года | Белорусский фронт     | 11-я армия | 53-й стрелковый корпус | -          |
| 01.01.1944 года | Белорусский фронт     | 63-я армия | 53-й стрелковый корпус | -          |
| 01.02.1944 года | Белорусский фронт     | 48-я армия | 53-й стрелковый корпус | -          |
| 01.03.1944 года | 1-й Белорусский фронт | 48-я армия | 53-й стрелковый корпус | -          |
| 01.04.1944 года | 1-й Белорусский фронт | 48-я армия | 53-й стрелковый корпус | -          |
| 01.05.1944 года | 1-й Белорусский фронт | 48-я армия | 53-й стрелковый корпус | -          |
| 01.06.1944 года | 1-й Белорусский фронт | 48-я армия | 53-й стрелковый корпус | -          |
| 01.07.1944 года | 1-й Белорусский фронт | 48-я армия | 53-й стрелковый корпус | -          |
| 01.08.1944 года | 1-й Белорусский фронт | 48-я армия | 53-й стрелковый корпус | -          |
| 01.09.1944 года | 1-й Белорусский фронт | 48-я армия | 53-й стрелковый корпус | -          |
| 01.10.1944 года | 2-й Белорусский фронт | 48-я армия | 53-й стрелковый корпус | -          |
| 01.11.1944 года | 2-й Белорусский фронт | 48-я армия | 53-й стрелковый корпус | -          |
| 01.12.1944 года | 2-й Белорусский фронт | 48-я армия | 53-й стрелковый корпус | -          |
| 01.01.1945 года | 2-й Белорусский фронт | 48-я армия | 53-й стрелковый корпус | -          |
| 01.02.1945 года | 2-й Белорусский фронт | 48-я армия | 53-й стрелковый корпус | -          |
| 01.03.1945 года | 3-й Белорусский фронт | 48-я армия | 53-й стрелковый корпус |            |
| 01.04.1945 года | 3-й Белорусский фронт | 48-я армия | 53-й стрелковый корпус |            |
| 01.05.1945 года | 3-й Белорусский фронт | 48-я армия | 53-й стрелковый корпус | -          |

## Командование

### Командиры
- Гавилевский, Пётр Саввич (22.04.1943 — 20.06.1943), полковник;
- Булатов, Фатых Гарипович (21.06.1943 — ??.07.1946), полковник, с 03.06.1944 — генерал-майор.

### Заместители командира
- Матронин, Василий Иванович (??.05.1944 — ??.05.1944), полковник;

## Награды и наименования
| Награда (наименование)             | Дата                                                        | За что награждена |
| ---------------------------------- | ----------------------------------------------------------- | --- |
| Почётное наименование «Гомельская» | Приказ Верховного Главнокомандующего от 26 ноября 1943 года | За отличия в боях при освобождении города Гомель |
| Орден Суворова II степени          | 25 июля 1944 года                                           | награждена указом Президиума Верховного Совета СССР от 25 июля 1944 года за образцовое выполнение заданий командования в боях с немецкими захватчиками при форсировании реки Шара, за овладение городом Слоним и проявленные при этом доблесть и мужество. |
| Орден Красного Знамени             | 5 апреля 1945 года                                          | награждена указом Президиума Верховного Совета СССР от 5 апреля 1945 года за образцовое выполнение заданий командования в боях с немецкими захватчиками при овладении городом Алленштайн и проявленные при этом доблесть и мужество.                       |

Личному составу 96-й стрелковой Гомельской Краснознамённой ордена Суворова дивизии было объявлено шесть благодарностей в приказах Верховного Главнокомандующего:
- За овладение городом областным и крупным промышленным центром Белоруссии городом Гомель — важным узлом железных дорог и мощным опорным пунктом обороны немцев на полесском направлении. 26 ноября 1943 года. № 46.
- За форсирование реки Шара и овладением городом Слоним — крупным узлом коммуникаций и мощным опорным пунктом обороны немцев на реке Шара. 10 июля 1944 года. № 134.
- За переход в наступление на двух плацдармах на западном берегу реки Нарев, севернее Варшавы, прорыв глубоко эшелонированной обороны противника и овладение сильными опорными пунктами обороны немцев городами Макув, Пултуск, Цеханув, Нове-Място, Насельск. 17 января 1945 года № 224.
- За овладение штурмом городом Пшасныш (Прасныш), городом и крепостью Модлин (Новогеоргиевск) — важными узлами коммуникаций и опорными пунктами обороны немцев. 18 января 1945 года. № 226.
- За овладение городом Браунсберг — сильным опорным пунктом обороны немцев на побережье залива Фриш-Гаф. 20 марта 1945 года. № 303.
- За завершение ликвидации окружённой восточно-прусской группы немецких войск юго-западнее Кёнигсберга. 29 марта 1945 года. № 317.

## Отличившиеся воины дивизии
| Награда | Ф. И. О.                        | Должность                                                         | Звание          | Дата награждения                 | Примечания |
| ------- | ------------------------------- | ----------------------------------------------------------------- | --------------- | -------------------------------- | --- |
|         | Аширов, Сейткасим               | командир отделения взвода пешей разведки 331-го стрелкового полка | Сержант         | 24.03.1945                       | |
|         | Ерёмин, Михаил Иванович         | разведчик взвода пешей разведки 331-го стрелкового полка          | Красноармеец    | 24.03.1945                       | 9 мая 1945 года скончался в госпитале от полученных ран. |
|         | Лавринович, Владимир Степанович | пулемётчик 338-го стрелкового полка                               | Сержант         | 19.04.1945                       | 31 января 1945 года в районе населённого пункта Калькштайн (ныне — Вапник к югу от города Орнета) огнём из пулемёта уничтожил много гитлеровцев. В критический момент боя бросился со связкой противотанковых гранат навстречу вражеского танку и ценой своей жизни уничтожив его. |
|         | Линник, Михаил Никифорович      | командир стрелковой роты 350-го стрелкового полка                 | Капитан         | 24.03.1945                       | |
|         | Мамонов, Николай Васильевич     | командир 331-го стрелкового полка                                 | Подполковник    | 24.03.1945                       | 26 октября 1944 года в районе населённого пункта Клешово-Нове, при форсированию полком реки Пелта смертельно ранен при вражеской бомбардировке. |
|         | Редькин, Дмитрий Григорьевич    | помощник командира стрелкового взвода 350-го стрелкового полка    | Старший сержант | 24.07.1944                       | 2 февраля 1944 года в бою за важную высоту 142,7 к юго-востоку от посёлка Шатилки (ныне — Светлогорск) в решающий момент атаки бросился на заминированный бруствер траншеи. Ценой жизни он проложил путь наступающим.                                                              |
|         | Романьков, Михаил Егорович      | командир пулемётного расчёта 350-го стрелкового полка             | Младший сержант | 29.06.1945                       | |
|         | Сейтвелиев, Сейтнафе            | командир орудия 350-го стрелкового полка                          | Старший сержант | 25.09.1944                       | |
|         | Храпов, Леонид Георгиевич       | командир отделения 338-го стрелкового полка                       |                 | 19.04.1945                       | посмертно |
|         | Моргунов, Иван Тимофеевич       | командир отделения 358-го отдельного сапёрного батальона          | Ефрейтор        | 08.02.1944 27.11.1944 09.04.1945 | |
|         | Панов, Иван Григорьевич         | командир стрелкового отделения 331-го стрелкового полка           | Старший сержант | 09.10.1944 17.12.1944 29.06.1945 | |

## Память
- В средней школе № 23 в Казани создан музей Гомельской стрелковой дивизии. Знамя 96-й дивизии хранится в Музее Вооружённых Сил в Москве.